# Oecanthus indicus
Oecanthus indicus är en insektsart som beskrevs av Henri Saussure 1878. Oecanthus indicus ingår i släktet Oecanthus och familjen syrsor. Inga underarter finns listade i Catalogue of Life.